# Platydexia maynei
Platydexia maynei är en tvåvingeart som beskrevs av Fritz Isidore van Emden 1954. Platydexia maynei ingår i släktet Platydexia och familjen parasitflugor.
Artens utbredningsområde är Kongo. Inga underarter finns listade i Catalogue of Life.